# Xestophanes
Xestophanes is een geslacht van vliesvleugelige insecten van de familie Echte galwespen (Cynipidae).

## Soorten
- X. brevitarsis

Zilverschoonkortvoetgalwesp (Thomson, 1877)
- X. laevigatus (Schenck, 1863)
- X. potentillae

Zilverschoonbolletjesgalwesp (Retzius in De Geer, 1773)
- X. szepligetti Balas, 1941